# جاك مابل
جاك مابل (بالإنجليزية: Jack Maple)‏ هو ضابط شرطة أمريكي، ولد في 1952 في Richmond Hill, Queens ‏ في الولايات المتحدة، وتوفي في 4 أغسطس 2001.

## وصلات خارجية
- جاك مابل على موقع IMDb (الإنجليزية)